# Jean-René Ledru
Pas d'image ? Cliquez ici

a Compétitions nationales et continentales officielles uniquement.

b Matchs officiels uniquement.
Jean-René Ledru, né le 17 novembre 1947 à Marseille (Bouches-du-Rhône), est un joueur international français de rugby à XIII évoluant au poste d'ailier ou de deuxième ligne dans les années 1960 et 1970.
Marseillais, il commence sa carrière avec le club de rugby à XIII du R.C. Marseille de 1967 à 1975 aux côtés entre autres d'André Ferren, Robert Eramouspé, Roger Gardon et Christian Carré. Il y remporte Coupe de France en 1971 et dispute la finale du Championnat de France en 1973 contre le Toulouse olympique XIII. En 1975, il rejoint ensuite le S.O. Avignon où il y termine sa carrière.
Ses performances remarquées en club l'amènent à disputer l'édition 1968 de la Coupe du monde disputant notamment la finale perdue 20-2 face à l'Australie, et connaît une quatrième et ultime sélection en 1974.

## Biographie

### 1968: finaliste de la Coupe du monde
En mai-juin 1968, l’Australie et la Nouvelle-Zélande organisent la quatrième édition de la Coupe du monde de rugby à XIII, compétition créée en 1954 sous l'impulsion de l'ancien président de la fédération française Paul Barrière en invitant les trois autres nations majeures de rugby à XIII : l'Australie, la Grande-Bretagne et la Nouvelle-Zélande. Ce concept est maintenu depuis à intervalle irrégulier avec ces quatre mêmes nations. Jean-René Ledru ne compte alors aucune sélection en équipe de France et n'est pas incluse dans la liste initiale. Toutefois, dans la liste finale dressé par Antoine Jimenez dont la sélection est entraînée par Jep Lacoste, il prend numériquement la place de son coéquipier marseillais Bernard Catrevault et intègre la liste au poste d'ailier aux côtés d'André Ferren et de Daniel Pellerin, il y est le seul Marseillais sélectionné,.
Jean-René Ledru ne prend pas part au match d'ouverture de la Coupe du monde contre la Nouvelle-Zélande le 25 mai 1968 au Carlaw Park en banlieue d'Auckland devant près de 18 000 spectateurs. L'adversaire néo-zélandais perd dès la 12e minute leur joueur Brian Lee, expulsé définitivement pour une manchette sur l'ailier André Ferren, et dut évoluer en infériorité numérique toute la rencontre. Le demi français Jean Capdouze livre alors un duel de buteurs contre son homologue Ernie Wiggs avant de marquer un essai à la suite d'une relance de Jean-Claude Cros et d'une percée de Jean-Pierre Lecompte épaulé par Michel Molinier pour emmener J. Capdouze à marquer entre les poteaux. Dès lors, malgré une supériorité en mêlée fermée des Néo-Zélandais, la France conserve son avance jusqu'à la fin du match pour s'imposer 15-10.
La seconde rencontre face à la Grande-Bretagne s'avère être décisive pour une place en finale à la suite de la défaite de cette dernière face au grand favori australien. A. Ferren blessé, Jean-René Ledru prend sa place à l'aile et connaît sa première sélection en équipe de France. Programmée en Nouvelle-Zélande, les deux équipes s'affrontent le 1er juin 1968 au Carlaw Park devant près de 15 000 spectateurs. Un temps pluvieux sévit sur la pelouse qui rend impossible la tenue d'un jeu ordonné. Devant cette difficulté, les Britanniques mènent 2-0 à la mi-temps sur une pénalité de Bev Risman. Mais la seconde mi-temps tourne à l'avantage des Français forts d'un pack d'avants dominant et du jeu au pied de J. Capdouze, Roger Garrigue et Jean-Pierre Clar, et les Français parviennent à s'imposer sur un essai de J.-R. Ledru pour porter le score final à 7-2. La France se qualifie pour la finale pour la seconde fois de son histoire après l'édition de 1954.
Composition de l'équipe de France :
Pour la troisième rencontre de poule, la France va sur les terres australiennes après deux rencontres en Nouvelle-Zélande, celle-ci oppose les deux équipes qualifiées pour la finale le 8 juin 1968, la France et l'Australie. Afin de mieux préparer la finale qui se déroule deux jours après cette rencontre joué au Lang Park de Brisbane, les deux équipes font tourner leurs effectifs, toutefois J.-R. Ledru y est aligné. Ce match s'achève sur un score sévère pour la France qui est nettement battue 37-4 et amène l'Australie à se poser comme le grand favori de la finale,. J.-R. Ledru est expulsé au cours de la rencontre pour avoir frappé un adversaire à l'instar de son opposant Arthur Beetson.
J.-R. Ledru se trouve dans le treize titulaire pour cette finale qui se déroule le 10 juin 1968 au Sydney Cricket Ground devant près de 54 000 spectateurs. Dans un stade acquis à sa cause, l'Australie, dirigée par la charnière Billy Smith et Bob Fulton, réalise une haute performance en dominant l'équipe de France grâce à un jeu varié, dynamique et une domination territoriale. Les Français subissent le jeu australien malgré la vaillance de sa défense. Battue 20-2, J.-R. Ledru, dont le pouce gauche est fracturé au cours de la rencontre, et la France terminent ainsi vice-champions du monde et espèrent entrevoir par cet exploit la volonté d'un renouveau du rugby à XIII dans son pays.

## Palmarès
- Collectif :
  - Vainqueur de la Coupe de France : 1971 (Marseille).
  - Finaliste de la Coupe du monde : 1968 (France).
  - Finaliste du Championnat de France : 1973 (Marseille).
  - Finaliste de la Coupe de France : 1975 (Marseille).

### Coupe du monde
| Édition        | Rang      | Résultats France | Résultats Ledru | Matchs Ledru |
| -------------- | --------- | ---------------- | --------------- | ------------ |
| Australie 1968 | Finaliste | 2 v, 0 n, 2 d    | 2 v, 0 n, 1 d   | 3/4          |

Légende : v = victoire ; n = match nul ; d = défaite.

### Détails en sélection
| Matchs internationaux de Jean-René Ledru | Matchs internationaux de Jean-René Ledru | Matchs internationaux de Jean-René Ledru | Matchs internationaux de Jean-René Ledru | Matchs internationaux de Jean-René Ledru | Matchs internationaux de Jean-René Ledru | Matchs internationaux de Jean-René Ledru | Matchs internationaux de Jean-René Ledru | Matchs internationaux de Jean-René Ledru | Matchs internationaux de Jean-René Ledru | Matchs internationaux de Jean-René Ledru | Matchs internationaux de Jean-René Ledru |
|                                          | Date                                     | Adversaire                               | Résultat                                 | Compétition                              | Poste                                    | Points                                   | Essais                                   | Pen.                                     | Drops                                    |                                          |                                          |
| ---------------------------------------- | ---------------------------------------- | ---------------------------------------- | ---------------------------------------- | ---------------------------------------- | ---------------------------------------- | ---------------------------------------- | ---------------------------------------- | ---------------------------------------- | ---------------------------------------- | ---------------------------------------- | ---------------------------------------- |
| sous les couleurs de la France           |                                          |                                          |                                          |                                          |                                          |                                          |                                          |                                          |                                          |                                          |                                          |
| 1.                                       | 2 juin 1968                              | Grande-Bretagne                          | 7-2                                      | Coupe du monde                           | Ailier                                   | 3                                        | 1                                        | -                                        | -                                        |                                          |                                          |
| 2.                                       | 8 juin 1968                              | Australie                                | 4-37                                     | Coupe du monde                           | Ailier                                   | -                                        | -                                        | -                                        | -                                        |                                          |                                          |
| 3.                                       | 10 juin 1968                             | Australie                                | 2-20                                     | Coupe du monde                           | Ailier                                   | -                                        | -                                        | -                                        | -                                        |                                          |                                          |
| 4.                                       | 17 février 1974                          | Grande-Bretagne                          | 0-29                                     | Test-match                               | Deuxième ligne                           | -                                        | -                                        | -                                        | -                                        |                                          |                                          |

### Détails en club
| Saison    | Saison       | Championnat           | Championnat | Coupe           | Coupe       | Sélection | Sélection | Sélection | Sélection | Sélection | Sélection | Sélection |
| Saison    | Saison       | Comp.                 | Class.      | Comp.           | Class.      | Comp.     | M         | Pts       | Ess.      | Buts      | Dp.       |           |
| --------- | ------------ | --------------------- | ----------- | --------------- | ----------- | --------- | --------- | --------- | --------- | --------- | --------- | --------- |
| 1967-1968 | RC Marseille | Championnat de France | 1/4 finale  | Coupe de France | 1/2 finale  | CM        | 3         | 3         | 1         | -         | -         |           |
| 1968-1969 | RC Marseille | Championnat de France | Barrage     | Coupe de France | 1/4 finale  |           |           |           |           |           |           |           |
| 1969-1970 | RC Marseille | Championnat de France | 14e         | Coupe de France | 1/8 finale  |           |           |           |           |           |           |           |
| 1970-1971 | RC Marseille | Championnat de France | 13e         | Coupe de France | Vainqueur   |           |           |           |           |           |           |           |
| 1971-1972 | RC Marseille | Championnat de France | 11e         | Coupe de France | 1/2 finale  |           |           |           |           |           |           |           |
| 1972-1973 | RC Marseille | Championnat de France | Finaliste   | Coupe de France | 1/2 finale  |           |           |           |           |           |           |           |
| 1973-1974 | RC Marseille | Championnat de France | Barrage     | Coupe de France | 1/16 finale |           | 1         | -         | -         | -         | -         |           |
| 1974-1975 | RC Marseille | Championnat de France | 1/4 finale  | Coupe de France | Finaliste   |           |           |           |           |           |           |           |
| 1975-1976 | SO Avignon   | Championnat de France | 1/4 finale  | Coupe de France | 1/4 finale  |           |           |           |           |           |           |           |
| 1976-1977 | SO Avignon   | Championnat de France | 1/2 finale  | Coupe de France |             |           |           |           |           |           |           |           |
| 1977-1978 | SO Avignon   | Championnat de France | 7e          | Coupe de France | 1/4 finale  |           |           |           |           |           |           |           |